# Вжещевиці-Скрейня
Вжещевиці-Скрейня (пол. Wrzeszczewice-Skrejnia) — село в Польщі, у гміні Ласьк Ласького повіту Лодзинського воєводства.
У 1975-1998 роках село належало до Серадзького воєводства.